# Pareuchiloglanis tianquanensis
Pareuchiloglanis tianquanensis is een straalvinnige vissensoort uit de familie van de zuigmeervallen (Sisoridae). De wetenschappelijke naam van de soort is voor het eerst geldig gepubliceerd in 1997 door Ding & Fang.